# Tourbillon de Taylor-Green

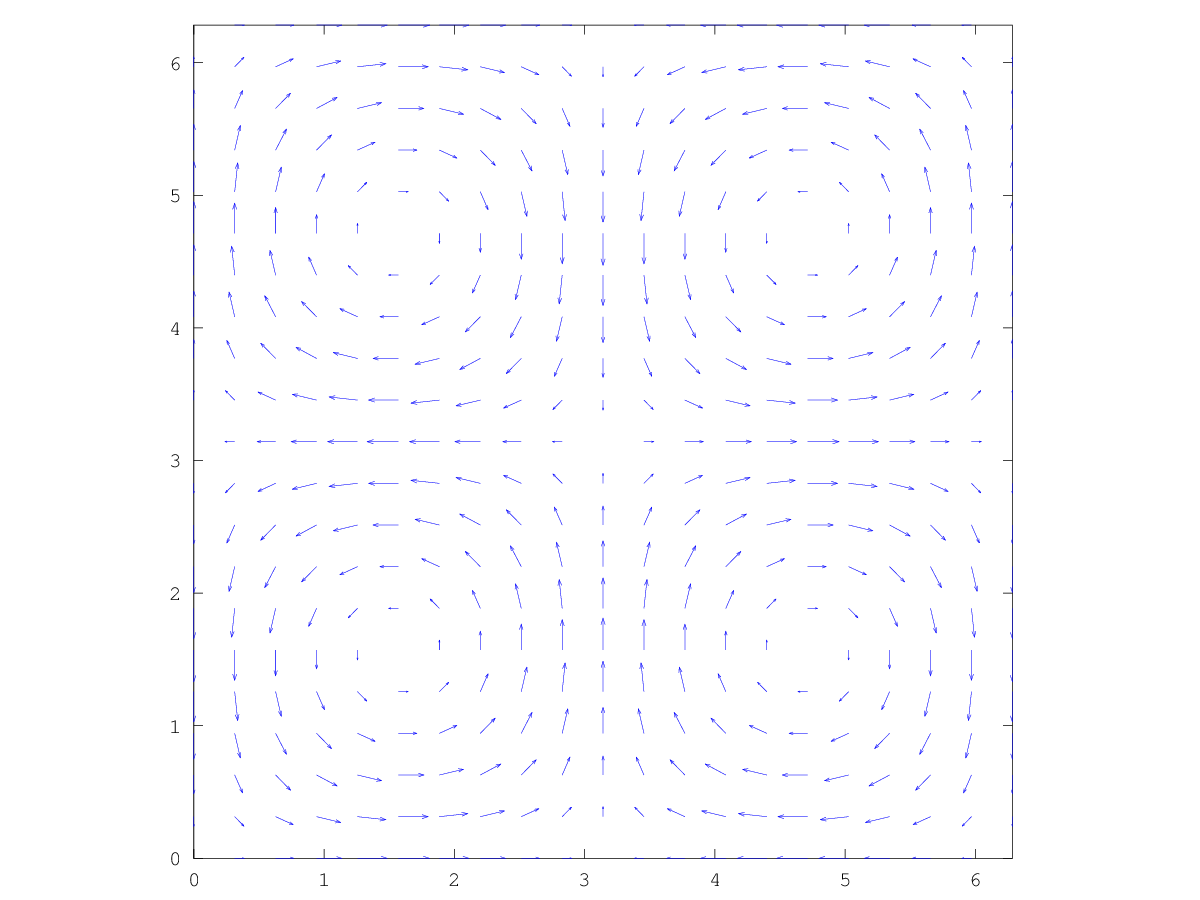
Tracé des vecteurs vitesse d'un tourbillon de Taylor-Green.

En mécanique des fluides le tourbillon de Taylor-Green est une solution analytique périodique des équations de Navier-Stokes en incompressible et en deux dimensions d'espace. Il décrit un ensemble de tourbillons qui s'amortissent avec le temps. Il a été décrit par Geoffrey Ingram Taylor et Albert Edward Green et est utilisé comme benchmark pour les méthodes numériques et comme conditions initiales pour l'étude des problèmes de transition vers la turbulence.

## La solution analytique
Dans un système cartésien plan les équations de Navier-Stokes incompressibles à viscosité constante s'écrivent de la façon suivante :
- équation de continuité

{\displaystyle {\frac {\partial u}{\partial x}}+{\frac {\partial v}{\partial y}}=0}
- équations de conservation de la quantité de mouvement

{\displaystyle {\frac {\partial u}{\partial t}}+u{\frac {\partial u}{\partial x}}+v{\frac {\partial u}{\partial y}}=-{\frac {1}{\rho }}{\frac {\partial p}{\partial x}}+\nu \left({\frac {\partial ^{2}u}{\partial x^{2}}}+{\frac {\partial ^{2}u}{\partial y^{2}}}\right),}
{\displaystyle {\frac {\partial v}{\partial t}}+u{\frac {\partial v}{\partial x}}+v{\frac {\partial v}{\partial y}}=-{\frac {1}{\rho }}{\frac {\partial p}{\partial y}}+\nu \left({\frac {\partial ^{2}v}{\partial x^{2}}}+{\frac {\partial ^{2}v}{\partial y^{2}}}\right).}
où :
- {\displaystyle u} et {\displaystyle v} sont les composantes de la vitesse suivant x et y, respectivement ;
- {\displaystyle t} est le temps ;
- {\displaystyle \nu } est la viscosité cinématique ;
- {\displaystyle p} est la pression ;
- {\displaystyle \rho } est la masse volumique.

On peut vérifier que la solution suivante, définie dans un domaine de dimension {\displaystyle L} arbitraire, de période égale à {\displaystyle 2\pi }
{\displaystyle u=\cos {\frac {x}{L}}\sin {\frac {y}{L}}\,e^{-{\frac {2\nu }{L^{2}}}t}}
{\displaystyle v=-\sin {\frac {x}{L}}\cos {\frac {y}{L}}\,e^{-{\frac {2\nu }{L^{2}}}t}}
vérifie la conservation de la masse.
En portant dans l'équation de quantité de mouvement on calcule la pression
{\displaystyle p=-{\frac {\rho }{4}}\left(\cos {\frac {2x}{L}}+\cos {\frac {2y}{L}}\right)e^{-{\frac {4\nu }{L^{2}}}t}}
Les temps caractéristiques d'amortissement sont donc {\displaystyle {\frac {L^{2}}{2\nu }}} pour la vitesse et {\displaystyle {\frac {L^{2}}{4\nu }}} pour la pression.
Le tourbillon de Taylor-Green est spécifique car au sein de l'équation de conservation de la quantité de mouvement, la convection et le gradient de pression sont en équilibre, tout comme la variation temporelle et la diffusion. Ce type d'écoulement est instable et tend à créer des plus petites échelles. Il sert de condition initiale pour les études de transition vers la turbulence.